# Silent Bible
Silent Bible — 22-й сингл японской певицы и сэйю Наны Мидзуки, выпущенный 10 февраля 2010 года на лейбле King Records.
Сингл поднялся до третьего места японского национального чарта Oricon. Было продано 72,062 копий сингла.

## Список композиций
1. Silent Bible (4:09)
  - Слова: Нана Мидзуки
  - Музыка: Харуки Мори (Elements Garden)
  - Аранжировка: Дайсукэ Кикута (Elements Garden)
  - Открывающая тема для видеоигры Magical Girl Lyrical Nanoha A’s Portable: The Battle of Aces
2. Polaris (4:23)
  - Слова: Юми Моригути и Син Фуруя
  - Музыка: Юми Моригути
  - Аранжировка: Дзюн Суяма
3. UNCHAIN∞WORLD (4:25)
  - Слова: Hibiki
  - Музыка: Нориясу Агемацу (Elements Garden)
  - Аранжировка: Масато Накаяма (Elements Garden)
  - Открывающая тема для видеоигры Super Robot Taisen OG Saga: Endless Frontier EXCEED
4. undercover (4:16)
  - Слова: Сёко Фудзибаяси
  - Музыка: Синъя Сайто
  - Аранжировка: Синъя Сайто

## Чарты
Oricon Sales Chart (Japan)
| Чарт                  | Место | First Day/Week Sales | Продажи | Время в чарте |
| --------------------- | ----- | -------------------- | ------- | ------------- |
| Oricon Daily Charts   | 2     | 15,910 (First Day)   | 72,062  | 12 недель     |
| Oricon Weekly Charts  | 3     | 50,646               | 72,062  | 12 недель     |
| Oricon Monthly Charts | 7     | 64,529               | 72,062  | 12 недель     |
| Oricon Yearly Charts  | 97    | 72,062               | 72,062  | 12 недель     |